# Die drei Feldscherer

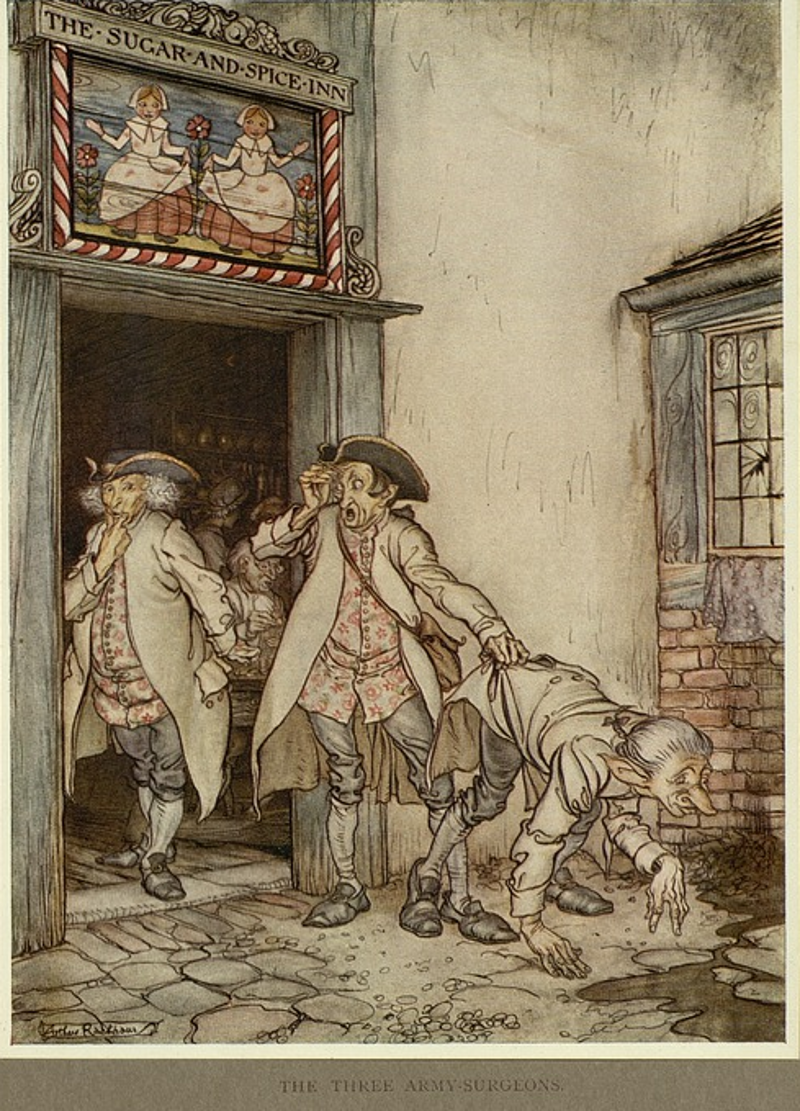
Illustration von Arthur Rackham, 1917

Die drei Feldscherer ist ein Märchen (ATU 660). Es steht in den Kinder- und Hausmärchen der Brüder Grimm an Stelle 118 (KHM 118).

## Inhalt
Drei Feldscherer (Ärzte) auf der Durchreise wollen ihrem Wirt zeigen, dass sie sich Hand, Herz und Auge herausschneiden und wieder einsetzen können. Ein Mädchen soll die Teile über Nacht verwahren, doch die Katze klaut sie, als sie wegen ihres Liebhabers vergisst, die Schranktür zu schließen. Der Liebhaber, ein Soldat, nimmt die Hand eines Gehängten und Herz und Auge von einem Schwein und von der Katze. Die setzen die Feldscherer sich morgens ein. Der Wirt ist beeindruckt. Doch unterwegs merken sie, dass einer immer in den Mist laufen will, einer langt zu, als ein Reicher nicht auf sein Geld schaut, und einer sieht tagsüber schlecht, aber nachts die Mäuse im Dunkeln. Sie kehren um. Das Mädchen läuft weg, und der Wirt muss ihnen viel Geld zahlen.

## Herkunft

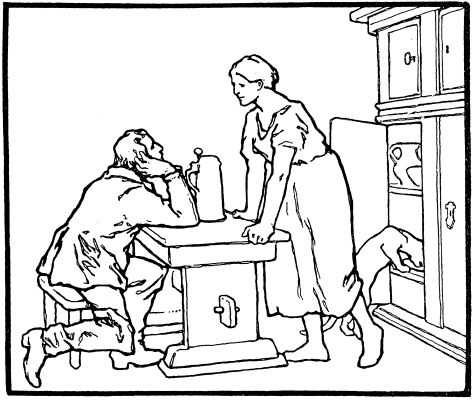
Illustration von Otto Ubbelohde, 1909

Das Schwankmärchen steht in den Kinder- und Hausmärchen ab dem zweiten Teil der 1. Auflage von 1815 (da Nr. 32) an Stelle 118. Grimms Anmerkung vermerkt „Aus Zwehrn“ (von Dorothea Viehmann) und nennt noch Zingerle S. 82. Gesta Romanorum „1489 Cap. 37, lat. Cap. 76“: Zwei Ärzte setzen sich gegenseitig die Augen aus und ein, um zu sehen, wer besser ist. Einem stiehlt der Rabe eins vom Tisch. Da nimmt er das einer Ziege, das fortan immer zu den Baumblättern aufschaut. Weiterhin „eine altdeutsche Erzählung wie ein künic Îsan einer katzen ouge gewan“: Ein König lässt sich ein Katzenauge einsetzen, weil es nachts sehen kann, aber ist ärgerlich, als es dann immer nur Mäuse sucht. Ferner ein Lied in Ministrelsy of the scottish Border 2, 200, KHM 148 Des Herrn und des Teufels Getier, „Wolframs Wilhelm (1, 146)“, ein Schwank bei Hans Sachs „2. 4, 148 Kempt. Ausg.“, Fischarts Geschichtsklitterung S. 74.